# Turnu Ruieni
Turnu Ruieni (en hongrois : Sebesrom) est une commune roumaine située dans le județ de Caraș-Severin.